# Simon Rösner
Simon Rösner (* 5. November 1987 in Würzburg) ist ein deutscher Squashspieler, der bis Ende 2020 als Profi aktiv war.

## Karriere
Rösner spielte bereits in der Jugend äußerst erfolgreich und gewann von der U15-Kategorie an sämtliche nationale Titel. Mit seinem damaligen Heimatverein SC Lengfeld kam er auch schon früh in der 1. Bundesliga zum Einsatz. Seinen ersten großen Erfolg errang er noch im Jugendbereich: Bei der U19-Europameisterschaft in Langnau am Albis gewann Rösner sowohl den Einzel- als auch den Mannschaftswettbewerb. Bereits 2003 entschied er sich, im Alter von 16 Jahren, Profi zu werden. Mit Rang 19 in der Januar-Weltrangliste 2012 wurde Rösner der erste deutsche Top-20-Spieler in der Weltrangliste seit 16 Jahren. Seine bislang beste Platzierung erreichte er mit Rang drei im Dezember 2018. Nach dem Wechsel zum Paderborner SC folgten mehrere nationale und internationale Meistertitel mit der Mannschaft sowie die Berufung zur Nationalmannschaft.
Mit der deutschen Nationalmannschaft nahm er 2005, 2007, 2009, 2011, 2013, 2017, 2019, 2023 und 2024 an Weltmeisterschaften teil. Mit dem fünften Rang erreichte er mit ihr 2013 das beste Resultat einer deutschen Mannschaft bei einer Weltmeisterschaft.
In der Saison 2012 qualifizierte er sich als erster Deutscher erstmals für die World Series Finals, profitierte allerdings von der Absage Ramy Ashours. Trotz eines Siegs über Karim Darwish kam er nicht über die Gruppenphase hinaus. Bei den World Games 2013 erreichte er an Position drei gesetzt das Finale, nachdem er im Halbfinale erstmals Peter Barker besiegte. Im Endspiel unterlag er Grégory Gaultier und gewann somit die Silbermedaille. Kurz darauf erreichte er auch bei der Europameisterschaft im Einzel erstmals das Endspiel, in dem er ebenfalls auf Grégory Gaultier traf. Rösner unterlag erneut in vier Sätzen und wurde damit Vizeeuropameister. Seinen zunächst größten Erfolg auf der PSA World Tour erzielte er im Dezember 2013 in Kuwait bei einem Turnier der Kategorie International 50. Im Endspiel setzte er sich gegen Borja Golán glatt in drei Sätzen durch und gewann damit seinen siebten Karrieretitel. Gleichzeitig war dies sein erster Sieg bei einem Turnier dieser Kategorie. Bei den World Games 2017 ging Rösner als topgesetzter Spieler ins Turnier und gewann am Ende, nach einem 3:1-Sieg gegen Grégoire Marche, die Goldmedaille. Dafür wurde er von Bundespräsident Frank-Walter Steinmeier, als erster deutscher Squashspieler, mit dem Silbernen Lorbeerblatt ausgezeichnet. Im Januar 2018 gewann Rösner nach einem Finalsieg über Tarek Momen das Tournament of Champions und damit als erster Deutscher ein Turnier der PSA World Series. In der Saison 2018/19 erreichte er sowohl bei den US Open als auch bei den Qatar Classic jeweils das Finale. Bei der Weltmeisterschaft 2018/19 überstand Rösner nicht nur erstmals in seiner Karriere das Achtelfinale, sondern zog auch ins Halbfinale ein, in dem er dem späteren Weltmeister Ali Farag unterlag. In der Saison darauf wiederholte er diesen Erfolg mit einem erneuten Halbfinaleinzug. Gegen Tarek Momen schied er in vier Sätzen aus. Im Dezember 2020 gab Rösner, auf Position acht der Weltrangliste stehend, seinen sofortigen Rücktritt von der World Tour bekannt. Er werde aber weiterhin in Ligen und für die deutsche Nationalmannschaft spielen. Im Dezember 2021 wurde Rösner Trainer der deutschen Junioren-Nationalmannschaft.
Auf nationaler Ebene gewann er von 2007 bis 2017 elfmal in Folge die Deutsche Meisterschaft. Er ist seit August 2018 verheiratet, im Dezember 2018 bekamen er und seine Frau einen Sohn.

## Erfolge
als Einzelspieler:
- Vizeeuropameister: 2013
- Gewonnene PSA-Titel: 9
- World Games: 1 × Gold (2017), 1 × Silber (2013)
- U19-Europameister im Einzel und mit der Mannschaft 2006
- Deutscher Einzelmeister: 11 Titel (2007–2017)
- Deutscher Doppelmeister: 2006 (mit Stefan Leifels)

mit seinen Vereinen:
- Mehrfacher Deutscher Mannschaftsmeister mit dem Paderborner SC
- Mehrfacher Schweizer Mannschaftsmeister mit dem SC Wohlen
- Englischer Mannschaftsmeister mit Integrity Surrey H&R
- Niederländischer Mannschaftsmeister mit Squash Zwolle
- Mehrfacher Europapokalsieger mit dem Paderborner SC

## PSA World Tour
| Legende (Anzahl der Titel)                    |
| Weltmeisterschaft                             |
| PSA World Tour Finals                         |
| PSA World Tour Platinum PSA World Series (1)  |
| PSA World Tour PSA International (3)          |
| PSA Star Series (3)                           |
| PSA Challenger Tour PSA (Super) Satellite (2) |

### Turniersiege
| Nr. | Datum             | Ort                    | Turnier                                          | Finalgegner       | Ergebnis                      |
| --- | ----------------- | ---------------------- | ------------------------------------------------ | ----------------- | ----------------------------- |
| 1.  | 12. April 2009    | Galway                 | Garavan’s West of Ireland Open                   | Gilly Lane        | 11:5, 11:7, 11:7              |
| 2.  | 22. August 2009   | Odessa                 | Zenit Black Sea Open                             | Chris Ryder       | 11:6, 11:5, 11:4              |
| 3.  | 20. Dezember 2009 | Palma de Mallorca      | Memorial Fernando Vidal Salva Illes Balears Open | Alan Clyne        | 11:7, 11:7, 11:6              |
| 4.  | 19. Dezember 2010 | Palma de Mallorca      | Memorial Fernando Vidal Salvá Spanish Open       | Davide Bianchetti | 11:6, 11:4, 11:10             |
| 5.  | 18. Juni 2011     | Kuwait                 | Jena International                               | Aamir Atlas Khan  | 3:11, 11:5, 11:6, 9:11, 11:9  |
| 6.  | 20. Oktober 2012  | Santiago de Compostela | Santiago Open                                    | Cameron Pilley    | 8:11, 11:5, 11:8, 16:14       |
| 7.  | 22. Dezember 2013 | Kuwait                 | Alwatan & Asnan International Tournament         | Borja Golán       | 11:4, 11:5, 12:10             |
| 8.  | 30. November 2014 | Edmonton               | ReidBuilt Homes Edmonton Open                    | Tarek Momen       | 11:8, 4:11, 7:11, 13:11, 11:6 |
| 9.  | 25. Januar 2018   | New York City          | J. P. Morgan Tournament of Champions             | Tarek Momen       | 11:8, 11:9, 6:11, 11:5        |

### Finalteilnahmen
| Nr. | Datum            | Ort            | Turnier                                   | Finalgegner        | Ergebnis                     |
| --- | ---------------- | -------------- | ----------------------------------------- | ------------------ | ---------------------------- |
| 1.  | 17. Juli 2005    | Hongkong       | Crocodile Challenge Cup                   | Dylan Bennett      | 6:11, 11:6, 5:11, 11:1, 7:11 |
| 2.  | 6. April 2008    | Herlev Kommune | Squashlife Danish Open                    | Daryl Selby        | 7:11, 4:11, 8:11             |
| 3.  | 12. Juli 2008    | Brescia        | Il Leone Shopping Center Mega Italia Open | Davide Bianchetti  | 5:11, 7:11, 9:11             |
| 4.  | 20. Juni 2009    | Toulouse       | Movida International Toulouse Open        | Laurens Jan Anjema | 7:11, 11:9, 4:11, 6:11       |
| 5.  | 19. Juni 2010    | Toulouse       | Movida International Toulouse Open        | Borja Golán        | 11:8, 11:8, 7:11, 8:11, 5:11 |
| 6.  | 27. März 2015    | London         | Canary Wharf Squash Classic               | Nick Matthew       | 4:11, 9:11, 7:11             |
| 7.  | 19. April 2015   | Zürich         | Grasshopper Cup                           | Grégory Gaultier   | 8:11, 3:11, 9:11             |
| 8.  | 11. Februar 2018 | Linköping      | Swedish Open                              | Ali Farag          | 7:11, 11:6, 3:11, 5:11       |
| 9.  | 13. Oktober 2018 | Philadelphia   | US Open                                   | Mohamed Elshorbagy | 11:8, 8:11, 11:6, 8:11, 4:11 |
| 10. | 2. November 2018 | Doha           | Qatar Classic                             | Ali Farag          | 9:11, 7:11, 5:11             |

## Auszeichnungen
- Silbernes Lorbeerblatt 2017[9]
- Sportler des Jahres in Paderborn: 2007, 2009, 2012, 2013, 2017, 2018[20]
- Sportler des Jahres in Würzburg: 2011, 2014, 2017[21]